# La voce del tuono
La voce del tuono  (The Sound of Thunder) è un romanzo d'avventura di Wilbur Smith, seguito de Il destino del leone, parte del ciclo dedicato alla famiglia Courtney.

## Trama
Il romanzo narra la prosecuzione delle avventure di Sean Courtney e del figlio Dirk al rientro dopo quattro anni di caccia di elefanti nella foresta e nella savana del Bushveld. 
La storia si sviluppa durante la seconda guerra tra gli Inglesi ed i Boeri. A capo dei nemici Boeri vi è Jan-Paulus Leroux, fratello di Katrina, la moglie morta di Sean e madre di Dirk. 
Sean si innamora successivamente di Ruth, moglie di Saul, un suo commilitone, e hanno una figlia, Storm. Alla morte di Saul, Sean sposa Ruth e adotta Storm. 
Nel frattempo cresce l'odio di Garrik, il gemello di Sean, verso il più famoso fratello ma, una volta riappacificatisi, la gelosia di Dirk verso la sorellastra Storm e il padre Sean raggiungono l'apice e Dirk abbandona la famiglia con la promessa di rovinare i Courtney.

## Edizioni
- Wilbur Smith, La voce del tuono, traduzione di Paola Campioli, Collana La Gaja Scienza n.68, Milano, Longanesi, 1983,  p. 392, ISBN 9788830400573.

- Wilbur Smith, La voce del tuono, traduzione di Paola Campioli, Teadue, Milano, TEA, 1990,  p. 446, ISBN 9788878191907.

- Wilbur Smith, La voce del tuono, traduzione di Paola Campioli, Best TEA, Milano, TEA, 2009,  p. 389, ISBN 9788850219476.

- Wilbur Smith, La voce del tuono, traduzione di Paola Campioli, Best TEA, Milano, TEA, 2015,  p. 446, ISBN 9788850238996.

- Wilbur Smith, La voce del tuono, traduzione di Sara Carrafini, Milano, HarperCollins Italia, 16 febbraio 2024,  p. 592, ISBN 9791259852632.